# Larry Hankin
Larry Hankin (Nova Iorque, 7 de dezembro de 1937) é um ator, diretor de cinema e produtor norte-americano. Hankin estudou Teatro na Universidade de Syracuse.
Em 2010, ele atuou na terceira temporada de Breaking Bad, como o proprietário de um ferro-velho. Também atuou em 5 episódios de Friends.